# Atlas Vallard
El Atlas Vallard es un atlas mundial que fue creado en el año 1547 en Dieppe (Sena Marítimo), en el norte de Francia. Ha sido atribuido a Nicolas Vallard, aunque se duda de su autoría y se cree que pudo haberse basado en un prototipo portugués previo.

## Historia

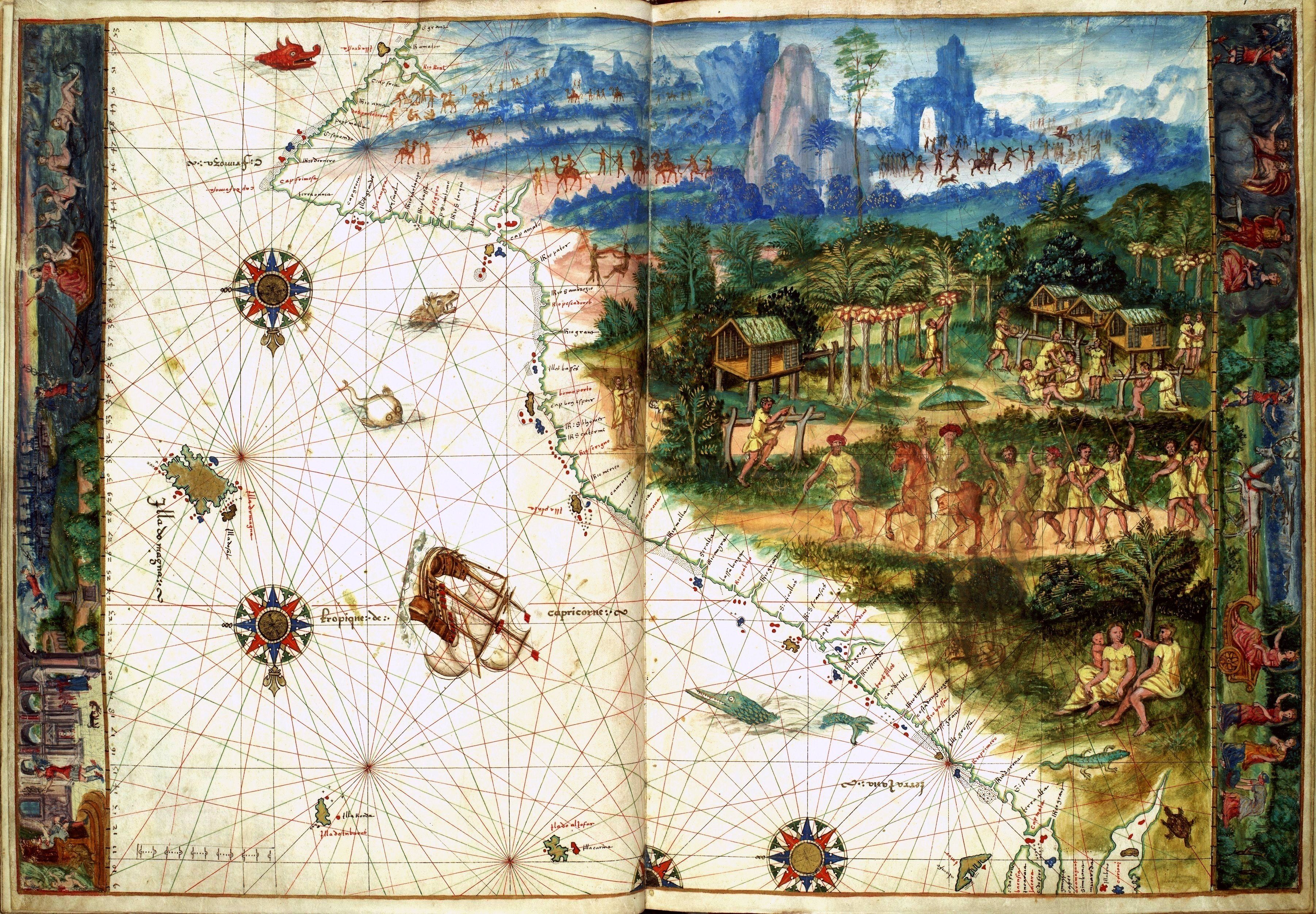
Atlas Vallard (1547) Costa oriental de Australia

Se trata de uno de los atlas más famosos del siglo XVI, perteneciente a la llamada Escuela de cartografía de Dieppe.
Se ha puesto en duda la autoría de Nicolas Vallard, de quien se cree que fue solo su primer propietario, mientras su autoría correspondería a un cartógrafo portugués desconocido.
Este atlas muestra por primera vez la costa este de Australia, curiosamente 200 años antes de que fuera descubierta por el capitán James Cook, por lo este atlas podría demostrar que la atribución del descubrimiento de la costa este australiana a James Cook es errónea.
El atlas original se encuentra en la actualidad y desde 1924 en la biblioteca The Huntington Library de San Marino (California), en los Estados Unidos.

## Descripción
Está compuesto por 68 páginas entre las cuales figuran un calendario, 15 cartas náuticas con ricas ilustraciones así como detallada información marítima.
Contiene ilustraciones sobre las poblaciones indígenas del nuevo mundo y es por tanto un importante testimonio de la época de la colonización.
El atlas original se encuadernó en 1805 en piel rojiza con aplicaciones de oro.
Una curiosidad de esta obra radica en el hecho de que las cartas están orientadas a la inversa que en los mapas actuales, es decir que el norte se encuentra en la parte inferior de la carta mientras que el sur está en la parte superior de la misma.